# 最首公司
最首公司（さいしゅ こうじ、1934年2月26日- ）は、日本のジャーナリスト。
東京生まれ。1956年上智大学新聞学科卒業。東京新聞入社。社会部、編集企画委員、経済部、編集委員、中日新聞編集委員。中東、エネルギー問題を担当。イスラム経済研究会会員。エネルギー業界を代表する「石油文化賞」、「エネルギーフォーラム／普及啓発賞」受賞。日本アラブ協会理事、NPO燃料電池・水素エネルギー・ネットワーク理事、（社）海洋産業研究会客員研究員、最首事務所代表。

## 著書
- 『インドはもだえる』筑摩書房 グリーンベルト・シリーズ　1963
- 『脅威のユダヤ商法 日本企業を喰う猛烈な戦略』徳間書店 トクマビジネス、1969
- 『ダイヤモンド・ロードを行く』講談社、1970
- 『リビアの革命児カダフィ』ホーチキ商事出版部、1973
- 『カダフィとアラブ民族主義』ホーチキ商事出版部、1975
- 『聖地と石油の国サウジアラビア イスラム文明の再興をめざす王国の素顔』ホーチキ商事出版部、1976
- 『石油の王国サウジアラビア 回教と石油政策事情のすべて』英知出版、1979
- 『日本経済の心臓をにぎるイスラムの全貌 石油、オイルダラー世界支配の構図』行政問題研究所出版局、1981
- 『イスラム・レビュー 中東は燃えているか』PHP研究所、1982
- 『塗り変わる石油地図 三日月産油地帯中央アジアとアラブの結合』電力新報社、1992
- 『よくわかるエネルギー業界』日本実業出版社 最新<業界の常識>  1997
- 『よくわかる電力・ガス業界』日本実業出版社 最新<業界の常識>　2001
- 『人と火 エネルギーと環境の旅で考える』エネルギーフォーラム 2003
- 『水素の時代』エネルギーフォーラム 2004
- 『水素社会宣言 "減炭"(脱炭素)政策のために』エネルギーフォーラム 2005

### 共編著
- 『逆オイル・ショック全研究 日本経済・産業の行方はどうなる』編著 ダイヤモンド社、1983
- 『ソ連崩壊・どうなるエネルギー戦略 世界最大資源の現状と日米欧の狙い』村上隆共著 PHP研究所、1992
- 『インビジブル・エナジー・クライシス 見えざるエネルギー危機』編著 電力新報社、1998

### 翻訳
- G.H.ジャンセン『挑戦するイスラム なぜ、彼らは西欧世界と闘うのか』ダイヤモンド社、1980